# Benjamin Herman (festő)
Benjamin Hermann (Kolozsvár, 1881. október 13. – 1942) magyar festő.

## Életrajza
Nagybányán tanult 1902-ben, majd szülővárosától 1903-ban kapott ösztöndíjjal folytatta
tanulmányait. 1905-ben Fáy Sándorral Kolozsváron festőiskolát nyitott, mely csak rövid ideig működött. Benjámin, tanulmányútjáról visszatérve, ismét iskolát nyitott (Monostori u. 25 sz.), de ez sem volt hosszú életű.
Münchenben, tanult, de megfordult Párizsban és Rómában is. Münchenben elnyerte a Kunstverein, Párizsban a Műbarátok díját (1911). 1913-ban a kolozsvári Múzeum-Egyesület termében ötven vízfestményét mutatta be. Budapesten élt, ahol a Műcsarnokban állították ki képeit. Mindenekelőtt arcképfestőként tartották számon. 1926-ban Buenos Airesben volt nagy sikerű kiállítása.